# Женская сборная Азербайджана по кабадди
Женская национальная сборная Азербайджана по кабадди — представляет Азербайджан на международных соревнованиях по кабадди. Управляющей организацией является Федерация кабадди Азербайджана (англ. Kabaddi Federation of Azerbaijan).

## Результаты выступлений

### Чемпионаты мира (круговой стиль)
| Год       | Победы         | Ничьи          | Поражения      | Место          |
| --------- | -------------- | -------------- | -------------- | -------------- |
| 2012—2013 | не участвовали | не участвовали | не участвовали | не участвовали |
| 2014      | 1              | 0              | 2              | 5              |
| 2016      | не участвовали | не участвовали | не участвовали | не участвовали |